# 中嶋武嗣
中嶋 武嗣（なかじま たけし、1948年〈昭和23年〉1月2日 - ）は、日本の政治家、元滋賀県甲賀市長（3期）。

## 来歴
滋賀県出身。滋賀県立短期大学卒。卒業後は水口町農協に勤務し、企画開発部長、滋賀県茶業会議所幹事長などを務める。1999年滋賀県議会議員に当選。2期務める。2004年合併により甲賀市が発足、合併後の市長選挙に立候補し、初当選。2008年の選挙で再選。2012年の選挙で三選。2016年の市長選挙で元衆議院議員の岩永裕貴に敗れた。2020年旭日小綬章受章。現在滋賀首長九条の会共同代表。